# بو طبيع
بو طبيع مسلسل كوميدي كويتي، أنتج وعرض عام 2017.

## القصة
رجل نصاب يدعي راشد (العفلنقي) قام بسرقة مبلغ مالي كبير وهرب إلى لندن لمدة سبع سنوات قبل أن يعود إلى الكويت ويقبض عليه ويدخل السجن، لا أحد من أبنائه الأربعة يحبه سوى ابنته الصغرى التي تتعاطف معه. يتعرف داخل السجن على أحد السجناء الذين دخلوا بتهمة النصب ايضًا، وهو (عوض) الذي يُوهم والدته بأنه يدرس في تايلند، ويٌفرج عنهما بعد إسبوع واحد ليواجه راشد استياء عائلته عدا إبنته الصغرى، ثم يقرر العودة إلى النصب مرة أخرى مع زميله عوض، كل هذه الأحداث تدور في إطار كوميدي تراجيدي. حيث يمارس راشد النصب والابتزاز ولايرحم صغيراً ولاكبيراً حتى أبنائه.

## الملخص
يقطع راشد وعوض العهود والوعود بعدم ممارسة النصب والاحتيال بعد خروجهما من السجن حيث التقيا وأصبحا صديقين مقرّبين. تدور الأيام ويجتمع شملهما مجدداً ليفتحا معاً ملفاً جديداً لعمليات النصب المشترك.

## بطولة
- عبد الناصر درويش (عوض)
- عبد الرحمن العقل (راشد)
- ميس كمر (مياسه)
- شهاب حاجيه (فهد الكوبرا)
- خالد العجيرب (خلف)
- نواف النجم (حسن)
- لولو الملا (مريم)
- عبدالله الخضر (معتوق)
- فرح الهادي (اسيل)
- عبدالرحمن حسين (احمد)
- شيماء قمبر (تهاني)